# Buổi diễn thử

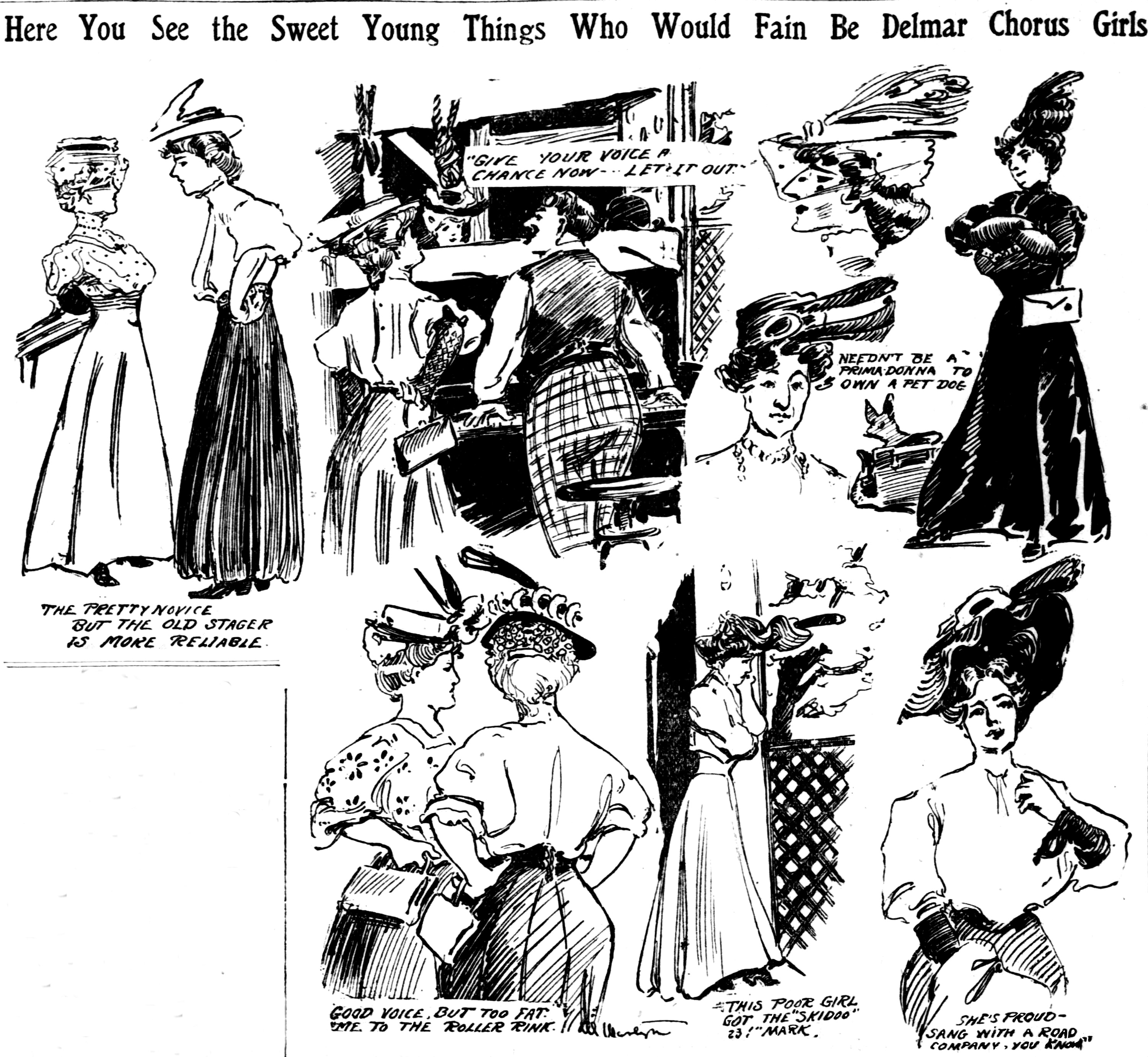
Tranh phác họa của nghệ sĩ Marguerite Martyn vẽ những người phụ nữ đang trình diễn thử hợp xướng tại Rạp hát Delmar ở thành phố St. Louis (Hoa Kỳ) vào tháng 5 năm 1906, có các câu trích dẫn (bằng tiếng Anh) ở một số bức vẽ trong hình

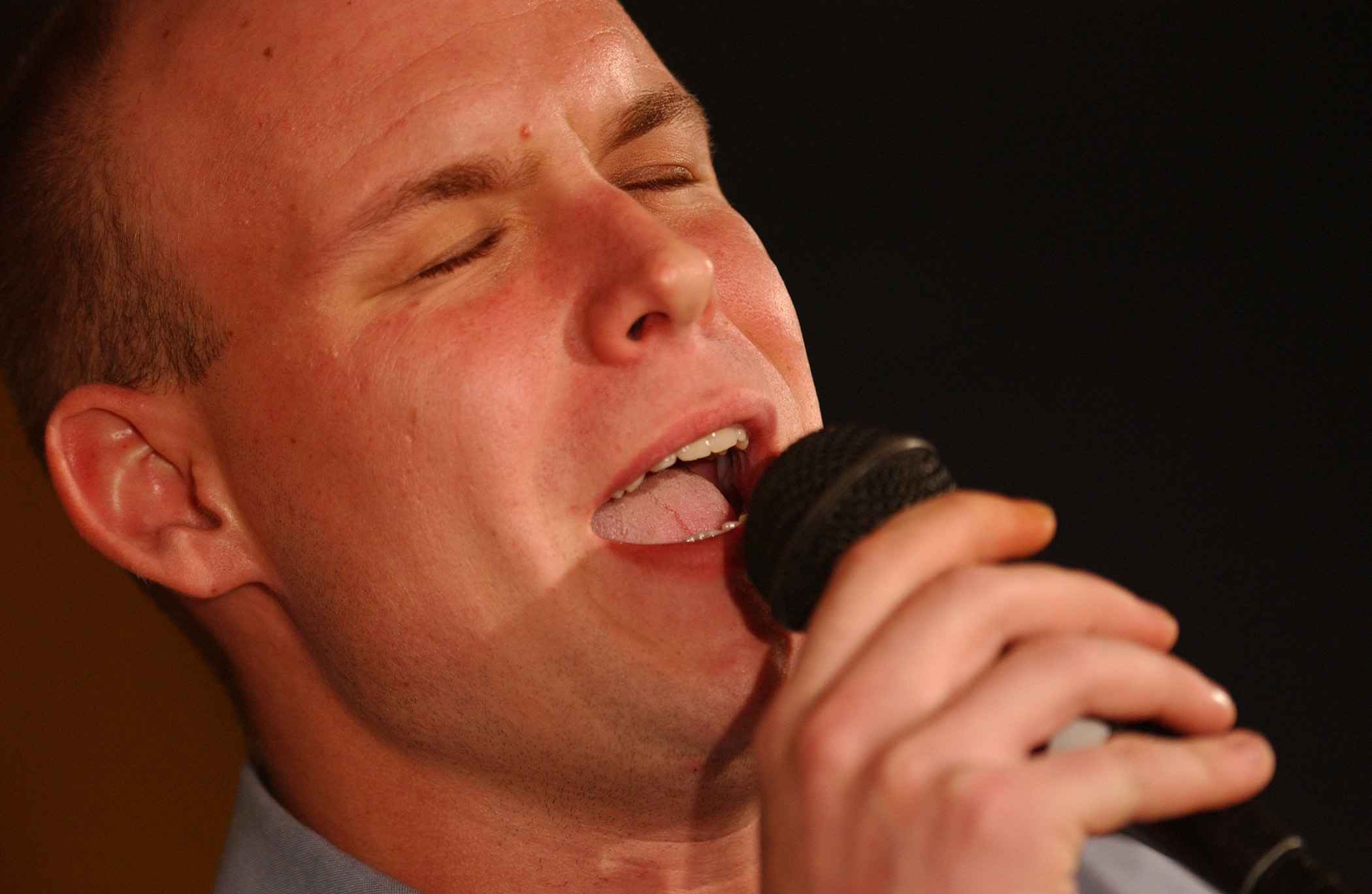
Một ca sĩ đang hát thử trực tiếp trước mặt ban giám khảo trong chương trình truyền hình thực tế American Idol của đài Fox

Buổi diễn thử (tiếng Anh: audition), viết tắt của cụm từ buổi trình diễn thử hay buổi biểu diễn thử, hay còn gọi là buổi thử vai trong diễn xuất, buổi thử giọng hay buổi hát thử trong âm nhạc, buổi nhảy thử hoặc buổi múa thử trong ngành vũ đạo, là một màn trình diễn thử của các diễn viên, ca sĩ, nhạc sĩ, vũ công hoặc nghệ sĩ khác. Đặc trưng của nó bao gồm việc người trình diễn sẽ thể hiện tài năng thông qua màn diễn cá nhân đã ghi nhớ trong đầu và được tập luyện trước đó, hoặc họ phải biểu diễn lại một tác phẩm hay một phần của nó đã được xem ngay tại buổi diễn thử hoặc không lâu trước đó. Trong một vài trường hợp như người mẫu hay người biểu diễn leo cây, nhào lộn thì cá nhân họ sẽ được yêu cầu chứng minh một loạt các kỹ năng chuyên môn.

## Diễn xuất
Đối với các diễn viên sân khấu kịch, điện ảnh và truyền hình thì "buổi thử vai là một quy trình có hệ thống trong đó giới chuyên môn trong ngành sẽ đưa ra quyết định tuyển chọn cuối cùng. Giới chuyên môn trong nghề có thể là trưởng ban tuyển chọn, nhà sản xuất, đạo diễn hoặc các đại diện của hãng giải trí".